# Підліски звичайні
Печіночниця звичайна, підліски звичайні (Hepatica nobilis) — рослина з родини жовтецевих. Місцева назва — печіночник або переліска.

## Біологічний опис

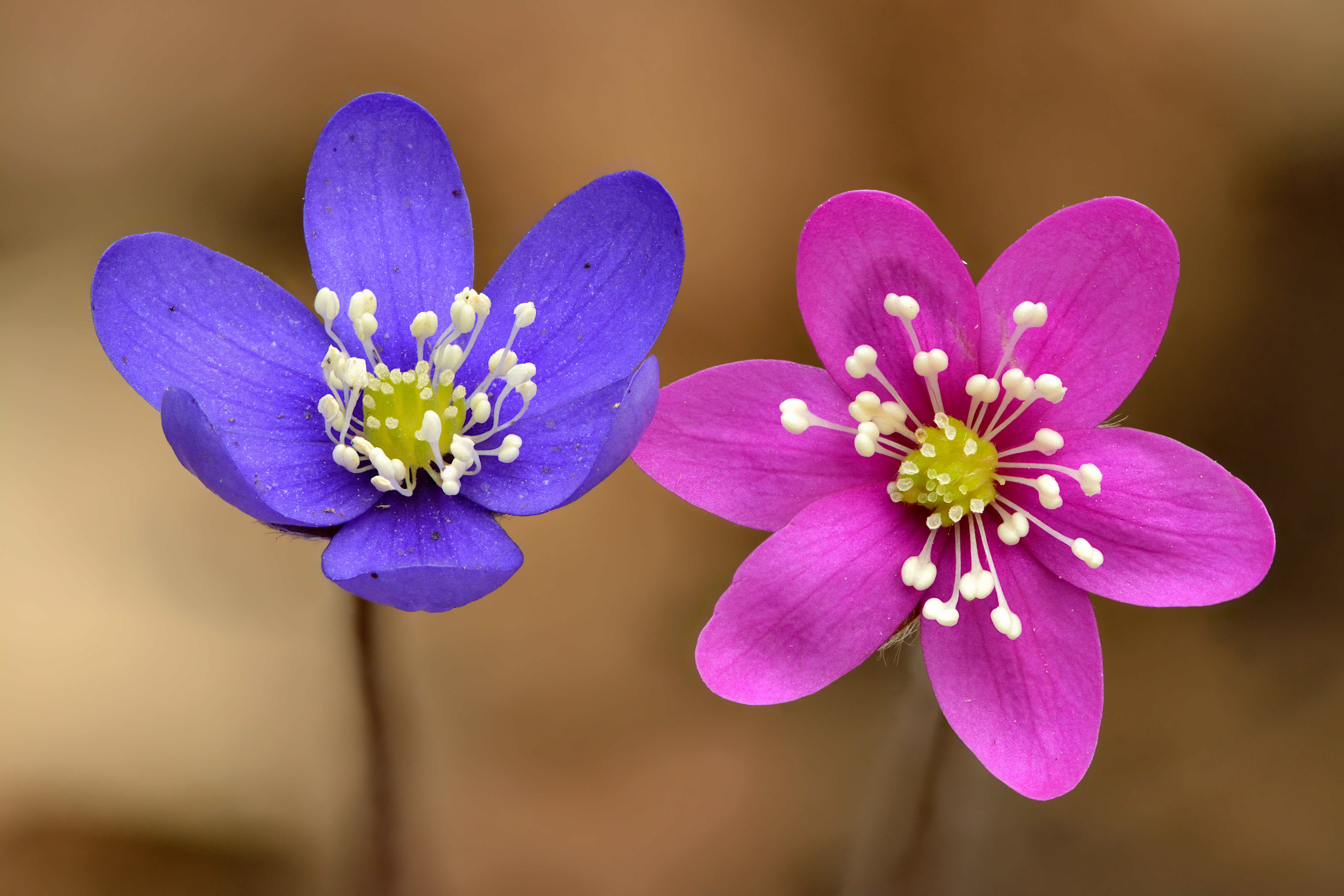
Квітки

Багаторічна трав'яниста рослина (8-15 см заввишки) з кореневищем і прикореневими листками. Листки (37 см завдовжки) довгочерешкові, трилопатеві, при основі серцеподібні, з цілокраїми, яйцеподібними запушеними лопатями. Квітконосні стебла запушені, поодинокі, одноквіткові, виходять з пазух лускоподібних листків кореневища, з покривалом з трьох цілісних зелених листочків, зібраних кільцем при основі квіток. Квітка правильна (12-20 мм у діаметрі), з простою віночкоподібною вільнопелюстковою оцвітиною. Формула квітки:{\displaystyle \ast P_{6-10}\;A_{\infty }\;G_{\infty }}. Пелюсток 8-10. Вони голубі, рідше червоні або білі. Тичинок і маточок багато, зав'язь верхня. Плід — збірна запушена сім'янка.
Росте печіночниця в листяних або мішаних лісах. Тіньолюбна рослина. Цвіте у квітні — травні.

## Поширення
Вид поширений у помірній зоні Європи та Східної Азії. В Україні поширена в західному і правобережному Поліссі, у західному Лісостепу і західній частині правобережного Лісостепу. Райони заготівель — Житомирська, Волинська, Рівненська, частково Хмельницька області, частково Івано-Франківська область, в гірській частині Чернівецької області

## Практичне використання
Декоративна, лікарська рослина. Зацвітає рано і має тривалий період цвітіння. Придатна для декорування затінених місць під деревами.
У народній медицині використовують листки печіночниці, які здавна рекомендувались при хворобах печінки, при ревматизмі, як кровоочисний і сечогінний засіб.
Листки містять глюкозид протоанемонін, анемолову олію, дубильні й цукристі речовини, камфору, сапоніни. Квітки застосовують при жовтяниці, від золотухи, кашлю, пропасниці, головного болю, зовнішньо — для промивання очей і при хворобах шкіри. У гомеопатії використовують при хронічних бронхітах. У ветеринарії свіжі рослина дають худобі від сибірки. Свіжа рослина отруйна.

## Збирання, переробка та зберігання
Збирають квітки й листки навесні, сушать у затінку, на горищах, розстилаючи тонким шаром. Зберігають у коробках, вистелених папером. Потребує бережливого використання й охорони.